# Лугові собачки (фільм)
«Лугові́ соба́чки» (англ. Lawn Dogs) — британсько-американська фантастична драма режисера Джона Дайґена 1997 року. Фільм використовує казку про Бабу-Ягу, як ключовий рушій сюжету. Знімався в Луїсвіллі та Денвіллі штату Кентуккі, США. Отримав багато нагород європейських кінофестивалів та схвальні відгуки критиків.

## Сюжет
Дія фільму відбувається в маленькому багатому котеджному містечку Сади Камелоту, з лицемірними людьми та великою кількістю газонів. Сім'я Стокардів нещодавно облаштувалася тут і, щоб справити якнайкраще враження про себе, відправляють свою доньку Девон продавати печиво сусідам. Але дівчинка не слухає своїх батьків і, не продавши жодного печива, прямує за міські ворота. При цьому вона по дорозі сама вигадує власну казку з певним підтекстом. «Дівчинка йшла все далі й зрештою побачила галявину серед лісу. Посеред галявини стояла будка.» там вона вперше зустрічає косаря газонів Трента. Вона намагається завести бесіду з ним, але Трент відправляє дівчинку додому.
Батьки не розуміють Девон, тому дівчинка відчуває самотність. Через це вона наступного дня знову прямує на галявину в лісі. Трент і Девон розмовляють про свої «шрами», а потім він відвозить її до міських воріт. Пізніше, цього ж дня вони зустрічаються на подвір'ї дому Девон, коли в Трента виникає конфліктна ситуація з жителями міста та шерифом, який безпідставно звинувачує косаря в крадіжці. Після ще одного неприємного інциденту Девон тікає з дому, збрехавши батькам, що йде до подруги. Ніченькою темною Девон та Трент їдуть полювати на курей. Трент застерігає її від крадіжки чужої власності, але Девон наполягає на своєму. Коли від спійманих птахів залишились тільки ніжки, Девон розповіла свою казку Тренту й він дозволив їй переночувати в своїй хатинці. Спільна пригода зближує їх. 10-річна дівчинка та вдвічі старший хлопець стають справжніми друзями. «Трент і Девон. Девон і Трент.»
Коли Трент, стрижучи газони відходить від газонокосарки, місцеві крутії псують її, думаючи, що саме косар вкрав у них нові диски з музикою. Між молодиками виникає бійка.
Грошей на нову косарку в Трента немає. Він їде до батьків і бере з собою Девон. Там вона знайомиться з його хворим татом та милою мамою. Повертаючись назад друзі помічають у полі собаку мажорів, які зламали косарку. Трент наїжджає на неї машиною, а потім добиває палкою. Налякана Девон втікає і розповідає батькам про все, що сталось.
Розлючені жителі лупцюють Трента. Лунає постріл. Девон допомагає втекти йому. При цьому вона розповідає свою казку: «Коли Баба-Яга наздоганятиме тебе, кинь рушник, і позаду розіллється велика річка, і змиє твої сліди. Якщо Баба-Яга й далі гнатиметься за тобою, кинь чарівний гребінець, і густий ліс виросте позаду тебе. Парубок їхав все далі й далі. І більш ніколи не повертався. Нарешті він був у безпеці.»

## У ролях
- Міша Бартон — Девон Томпкін Стокард
- Сем Роквелл — Трент
- Крістофер Мак-Дональд — Нортон Стокард
- Кетлін Квінлен — Клер Стокард
- Брюс Макгілл — Неш
- Девід Беррі Ґрей — Бретт
- Ерік Мебіас — Шон
- Бет Ґрант — Матір Трента
- Том Олдрідж — Батько Трента

## Критика
Стрічка отримала позитивні відгуки кінокритиків і простих глядачів. На сайті Rotten Tomatoes «Лугові собачки» отримали рейтинг 72 % (18 оглядів) від кінокритиків і 85 % від звичайних користувачів сайту. Оцінка глядачів на сайті IMDB — 7,7 з 10.

## Нагороди
| Рік  | Премія                                                       | Категорія                                                      | Результат |
| ---- | ------------------------------------------------------------ | -------------------------------------------------------------- | --------- |
| 1997 | Athens International Film Festival                           | «Приз глядацьких симпатій» — Джон Дайґен                       | Перемога  |
| 1997 | Монреальський кінофестиваль                                  | «Найкращий актор» — Сем Роквелл                                | Перемога  |
| 1997 | Монреальський кінофестиваль                                  | «Гран-прі» — Джон Дайґен                                       | Номінація |
| 1997 | Стокгольмський міжнародний кінофестиваль                     | «Приз глядацьких симпатій» — Джон Дайґен                       | Перемога  |
| 1997 | Кінофестиваль в Сіджасі                                      | «Найкращий актор» — Сем Роквелл                                | Перемога  |
| 1997 | Кінофестиваль в Сіджасі                                      | «Найкращий сценарій» — Наомі Воллес                            | Перемога  |
| 1997 | Кінофестиваль в Сіджасі                                      | «Найкращий фільм» — Джон Дайґен                                | Номінація |
| 1998 | Брюссельський міжнародний кінофестиваль фантастичних фільмів | «Золотий ворон» — Джон Дайґен                                  | Перемога  |
| 1998 | Брюссельський міжнародний кінофестиваль фантастичних фільмів | «Grand Prize of European Fantasy Film in Silver» — Джон Дайґен | Перемога  |
| 1998 | Fantafestival                                                | «Grand Prize of European Fantasy Film in Gold» — Джон Дайґен   | Номінація |